# Kamenz
Kamenz (în limba sorabă de sus Kamjenc) este un oraș în landul Saxonia, Germania.
O parte din oraș este amplasată în Teritoriile de așezări sorabe ancestrale.

## Personalități născute aici
- Gotthold Ephraim Lessing (1729 - 1781), scriitor, filozof iluminist;
- Georg Baselitz (n. 1938), artist plastic.